# 莎木系列
莎木系列是日本SEGA公司製作的動作冒險遊戲系列，最初是SEGA為旗下Dreamcast（DC）平台打造的作品。自1999年的首作以來，系列的本傳至今推出了三作，主線故事目前尚未完結。
遊戲以它極高的互動性與自由度，在當時開創了一種命名為FREE（Full Reactive Eyes Entertainment）的新遊戲模式，這概念即為現今常見「開放世界」型態作品的先驅者。遊戲的實時性、天氣系統以及穿插其中的複雜人物關係也是本作的特色。另外，QTE系統的名稱即來自本作，雖然此遊玩方式並非莎木原創，但在作品中有了長足的進步與推廣，故本作命名的QTE名稱得以成為通稱。
原遊戲劇本是VR快打主人公結城晶的故事，原遊戲名稱為《VR快打RPG 晶之章》，預計要在世嘉土星遊戲主機上發行，然而SEGA正計畫推出新一代主機Dreamcast（DC）。晶之章遊戲開發暫時中止，最後遊戲劇情和名稱更改為莎木，在DC平台上推出。
系列第一作為1999年發售，DC平台獨佔的《莎木 一章 橫須賀》，第二作《莎木II》則在2001年首賣，於日本皆僅有DC版。第二作《莎木II》於北美只發行了2002年的Xbox平台移植版，在歐洲則是DC版與Xbox版皆有銷售。
2015年，已經於2011年離開SEGA的系列製作人铃木裕在由SEGA得到莎木IP的使用許可後，在Kickstarter平台發起募資並開始製作《莎木3》，幾經延期後於2019年11月19日在PlayStation 4（PS4）及Windows平台上發行。
2018年4月SEGA公布在同年內發行《莎木 I&II》的HD版合輯，共計有PS4、Xbox One與PC版本，並有官方中文化支援，後發售日定於8月21日。
於2022年1月推出動畫版本《莎木：动画版》（英語：Shenmue the Animation），由Telecom Animation Film製作，華納兄弟電視公司和Aniplex/Crunchyroll發行，並於2022年2月在美國Adult Swim播出，亦於同年4月8日在日本先行以網絡動畫的形式播出，同年5月3日在日本TOKYO MX電視台播出。

## 故事簡介
故事主要是圍繞着主角芭月涼的父親芭月巖過去在中國取得的兩面石鏡（龍鏡、鳳凰鏡）展開。在兒子18歲生日當天，身為芭月武館之道場主的芭月巖被一個來自中國的武術高手藍帝殺害，龍鏡亦被奪走。當面目睹慘劇的芭月涼誓要為父報仇，追隨着藍帝的足跡前往香港及中國大陸。涼在旅途中遇到了各種各樣的人，構築著複雜的人際關係，并漸漸揭開謎團。

### 章節安排
在2017年的訪談中，製作人鈴木裕說明他所創作的莎木原始故事共有十一個章節。第一章即為首作《莎木 一章 橫須賀》，講述涼如何追尋著藍帝的蹤跡，進而啟程前往香港。《莎木II》的故事自香港展開，其內容約80%源自第二章，其餘20%取自第四至六章的部分情節，原本的第三章則被完全删除。

## 主要登場人物

### 莎木 一章横须贺中登场的人物
芭月涼　配音：松風雅也
本作主角，1968年11月29日出生，人馬座，O型血，身高176cm，體重65kg，18歲。
登場時是高中三年級，為追查父親的死因而輟學。常穿著茶色的皮外套與牛仔褲。母親早逝，自小在父親的指導下學習芭月流柔術。為人寬厚，但爲了報殺父之仇，追尋著藍帝而開始旅程。
原崎望　配音：安めぐみ（游戏）；伏见春香（动画）
一章的女主角，1968年8月23日出生，乙女座，AB型，身高164cm、體重47kg，18歲。
涼的同班同學。她常在奶奶的花店裡幫忙，而且是招牌店員。非常擔心要為父親報仇的涼，後來也被捲入了這場風波中。在一章末離開了日本到加拿大居住。
芭月巖　配音：藤岡弘（游戏）；菅生隆之（动画）
芭月武館的道場主，1940年5月3日出生，牡牛座，A型血，身高175cm、體重80kg，46歲。
被藍帝殺害，死前給兒子涼留下了「擁有值得去愛的朋友（愛すべき友を持て）」的遺言。過去他是否真的殺死了趙孫明還是不得而知。
早田稻　配音：好村俊子（游戏）；かりょう まゆみ（动画）
長年在芭月家中工作的侍者，1922年8月9日出生，A型血，身高155cm、體重48kg，64歲。
溫柔的女性長輩，老是擔心著涼的安危。一般稱作稻婆婆（稲さん，Ine-san）。
福原正幸　配音：八户優（游戏）；伊藤 サトル（动画）
芭月巖的弟子，1960年8月9日出生，O型血，身高173cm、體重68kg，26歲。
在芭月家居住。性格溫和常是凉商談的對象。他在横須賀的酒吧喜歡上了一位女性。通稱阿福（福さん，Fuku-san）。
陳貴章　配音：酒井哲也（游戏）；木岛隆一（动画）
陳躍文的兒子，1956年2月10日出生，A型血。身高175cm、體重70kg，30歲。
熟習燕青拳。在陳躍文身邊學習經營生意兼擔任護衛，給人十分冷靜沉著的印象，但也有著對人熱心的一面。由於藍帝的組織和Mad Angels集團在新橫須賀港搗亂，他和涼合作擊倒了Mad Angels一夥人，被牽扯進了涼的事件中。
陳躍文　配音：並木伸一（游戏）；宇垣秀成（动画）
人稱「陳大人」的貿易商，1926年10月10日出生，A型血。身高160cm、體重70kg，60歲。
橫須賀當地華僑組織的大人物，為涼支付了前往香港的船費。
湯姆
在橫須賀賣熱狗的一個開朗黑人男子，1959年11月23日出生，射手座，B型血。身高179cm、體重80kg，27歲。
認定涼是他最好的朋友，在一章末回到他的家鄉美國。

### 莎木II中登場的人物
刃武鷹　配音：萩原匠（II）、平修（III、动画）
1967年12月4日出生，血型AB。19歲，身高175cm、体重65kg，射手座。年紀輕輕便領導了比佛利山丘碼頭的街頭幫派Heavens。對金錢執著，討厭被別人命令做事。待人態度冷漠，但對朋友很關照。幫助涼的目的是想從中得到高價寶物。
翁　配音：渡辺久美子）（游戏）；叶山翔太（动画）
Heavens組織中擅長開鎖的少年。本名倪賢翁。孤兒，被組織收留成為扒手。在登場時偷了涼的背包，但之後也為涼提供了種種幫助。
喬伊　配音：夏樹リオ（游戏）；M·A·O（动画）
穿著一身艷麗的服裝與染著明亮金髮，常騎著火紅色機車登場的年輕女性。對涼有好感，因出身大富之家，也利用自己在香港的人脈給予幫助。和貴章是舊識。
紅秀瑛　配音：出口佳代（游戏）；熊谷海丽（动画）
別名「桃李少」，身高168cm，体重52kg，A型血。涼在香港時結識的女性拳法家，雖然年輕，但已是八極拳的高手，初遇時即能輕易化解涼的招式，後來也對涼的武藝給予指導。對道教與中國文學有所研究，並在文武廟擔任老師。幼時即與哥哥紅紫明（动画配音：德本恭敏）淪為孤兒，但之後因故分離，如今紫明已不知去向。
薫芳梅　配音：大谷育江（游戏）；真野步（动画）
做為紅秀瑛幫手的少女。B型血。與秀瑛一樣在孤兒院長大，所以知道秀瑛的部分過去。在相遇不久後便喜歡上了涼。
朱元達　配音：北村弘一；小室正幸（动画）
涼的父親芭月巖的朋友。知道藍帝過去的唯一人物。為此，他一直被蚩尤門盯住。
玲莎花　配音：石垣はづき（I、II）；照井春佳（III、动画）
本作的女主角，1970年9月9日出生，處女座，A型血，身高155cm，體重43kg，16歲。在桂林深山中的白鹿村與養父一同生活的純樸少女。一章裡多次出現在涼的夢中，但在《莎木II》末段才於主線登場。在涼面前顯露了類似念力的奇妙手法，不過她本人並不認為此能力有何特別之處。

### 敌人
藍帝　配音：櫻井孝宏
身穿華麗綠色唐裝的男人，手臂上有刺青，本名為趙龍孫。31歲，身高185cm。中國黑幫“蚩尤門”的最高幹部之一，身懷絕技的武術高手。性格冷酷，出招狠辣。他深信是涼的父親芭月巖殺死了自己的父親趙孫明，爲了復仇，在一章開頭擊殺了巖。
査伊　配音：二又一成（I、II）；町田广和（III）；下山吉光（动画）
「蚩尤門」藍帝的部下。外貌異於常人並有著驚人的跳躍能力，是對格鬥頗有經驗的好手，在一章中多次阻撓涼探尋藍帝。
斗牛　配音：熊谷正行（游戏）；鷲見昂大（动画）
在《莎木II》登場。黃天會的首腦，與蚩尤門相互勾結。以巨大的身形與怪力作戰，在九龍城多次追殺涼等人，是一個相當可怕的敵人。
袁　配音：櫻井孝宏（游戏）；山口智广（动画）
在《莎木II》登場，男同性戀者，是斗牛的部下。他愛上斗牛，在家中擺放了斗牛的照片。喜歡收集小刀與飼養九官鳥。弱點是極度潔癖。在Xbox英文版本中，袁設定成了女性。
白虎　配音：酒井哲也（游戏）；德本恭敏（动画）
於黃天樓中現身的拳法家，戴著面具，流派為虎燕拳。为救遭擄獲的Joy，凉与白虎在鐵籠擂台中正面對決。
鳥隼　配音：天道光香
蚩尤門四天王之一，是位女性格鬥家。

## 遊戲系統
本作的遊戲系統由涼收集情報的探索部份、突發的快速反應事件（QTE，Quick Timer Event）和即時自由格鬥部份（Free Battle）組成。

### 情報的收集
情報收集是整個遊戲的主軸，主角涼只有通過與特定的NPC交談、獲取消息，才會引發劇情事件的展開，使故事向前推進。有用的情報獲得後，會自動記錄到筆記本中，玩家可以自行翻查。遊玩時需要細心觀察遊戲內的細節，藉助提示以順利通關。
街中的人物無論男女老少，都有完整的人聲配音。他們會根據當前發生的劇情，對涼的詢問給予不同的回答。他們有的會不搭理涼或是言之無物，有的會為玩家指路，有時也會提供重要情報。而單《一章》中即有超過300個擁有各自生活模式的NPC存在。
莎木II中當有NPC願意為玩家帶路時，鏡頭會自動鎖定在該NPC身上，并自動隨行。玩家在這時可以用ZOOM功能一邊欣賞風景一邊等待到達目的地，或直接跳出隨行功能。
如果忘記了遊戲的主線目的，通過玩小遊戲等活動消磨時間，沉溺於遊戲內世界，當達到某個日期的時候就會Game Over，迎向Bad Ending。

### QTE (Quick Timer Event)
QTE是主角在收集情報時出現的一種突發事件。它要求玩家快速準確按下特定的按鍵來完成某些動作。一般的QTE一次需要按下一個鍵。在莎木II里出現了要玩家連續快速按下一系列鍵的更高難度QTE。此類QTE出現時，動作畫面會停頓，出現控制器面板并指示玩家按鍵的順序。
QTE一旦失敗，大多數情況有機會重新挑戰。也有些情況劇情會隨QTE失敗繼續發展，發生的事件將有所變化。

### 格鬥 (Free Battle)
隨著劇情發展，主角在特定時候會進入格鬥模式。這個模式下主角的體力槽會在畫面下方顯示，在莎木II里更增加了敵人體力的顯示。除了劇情發展需要，玩家也可以在各地公開比武的擂台參與格鬥，以賺取一定收入。
格鬥時，主角可以發動各種已學習過的招式。由於大多數情況主角都是對付小嘍囉，因此難度不大。真正有挑戰性的格鬥在莎木II中九龍城的部份展開。
在格鬥里使用的招式可以通過技傳授、購買技書獲得，在停車場、公園等地方練習時也會偶然參透。在一章中同一招式練習得多，熟練度會提高。

## 小遊戲

### 遊戲中心
作品內的城鎮設有遊戲中心的存在，遊戲中心裏的街機是可以實際遊玩的。玩家可以在此體驗1980年代的數種大型機台遊戲，《一章》裏有「Space Harrier」、「Hang On」、飛鏢、QTE、彈子機等，在《II》之中則可以玩「Space Harrier」、「Hang On」、「Out Run」、「After Burner」等小遊戲。兩代裏面都設有老虎機遊戲中心，玩家在購買代幣后方可遊玩。

### 叉車運貨
《一章》中的必經劇情。劇情發生後，玩家每天早上將自動到港口碼頭參與「叉車比賽」。在其後的工作時間內，玩家必須駕駛叉車將貨物搬運到指定地點。工作完畢後，視搬運貨物的數量的多少，玩家將獲得相應的報酬。

### 駕駛摩托車
《一章》中的必經劇情。玩家必須在限制的時間內，駕駛摩托車到港口。

### 賭博
《II》中的小遊戲，基本上用骰子进行赌博。有赌大小、Cee-lo等玩法，在不同的赌场有不同的规则。

### 落玉
《II》中的小遊戲，即為簡易的彈珠台，在一块钉有钉子的竖放木板上投下彈珠，控制投落点使彈珠到达目标的格子内便胜利，或者得到特定的赠品。在不同的地方，游戏的种类、规则、投注额和赠品会有所不同。游戏还可以与路人对战。

### 街頭擂台
《II》中的小遊戲。玩家進行戰鬥前要先下注一定數量的賭金。格鬥時用習得的招式打倒對手，或達到勝利的條件（比如將對手擊落比武臺）。有些情况下，格鬥中会出现QTE。

### 貨物搬運
《II》中存在的打工方式。玩家與另一位工人合力運輸重物到遠處。進行時，要求玩家按照工人的指示，按下特定的方位鍵，按鍵錯誤將耗費一定的遊戲時間。遊戲難度將隨著貨物數的增加而加大。工作時間結束后，玩家將獲得與搬運貨物數量對應的報酬。

### 晾曬書籍
《II》的必經劇情。玩家需要將倉庫里大量書籍搬到外院曬乾。搬運時需要玩家按下一系列的QTE。按鍵錯誤後書會散落，將耗費一定的遊戲時間，影響搬書進度。提早完成工作將會觸發特定的劇情，比如技傳授。

### 夾樹葉
《II》的必經劇情。玩家需要按提示在大量落葉中鎖定其中之一，并進行「跟蹤」，在適當的時機出手夾住。

## 电视动画

### 製作人員
- 原案：铃木裕
- 原作：世嘉
- 監督：樱井亲良
- 系列构成：下山健人
- 企划：杉野行雄、筱原宏康
- 人物设定：石川健介
- 美术导演：村本奈津江
- 色彩设计：小岛真喜子（Studio.Road）
- 摄影导演：野口たつお（T.D.F.）
- CGI导演：高野怜大
- 音乐导演：蝦名恭范
- 音樂：涩江夏奈
- 音樂制作：Wave Master Inc.
- 動畫製作：Telecom Animation Film
- 製作：Shenmue Project

### 主題曲
片頭曲
「Undead-noid」
作詞、作曲、演唱：伊東歌詞太郎，編曲：吉田和人、砂守岳央（MIRAI KODAI GAKUDAN）
片尾曲
「Sympathy」
作詞、作曲：三轮和也，編曲、主唱：鸣ル铜锣（Narudora）

### 各话列表
| 话數 | 英文标题     |
| ---- | ------------ |
| 1    | Thunderbreak |
| 2    | Daybreak     |
| 3    | Yin Yang     |
| 4    | Shackles     |
| 5    | Equal        |
| 6    | Dignified    |
| 7    | Future       |
| 8    | Aspiration   |
| 9    | Distinct     |
| 10   | Comeback     |
| 11   | Entangled    |
| 12   | Guidepost    |
| 13   | Shenmue      |

## 開發與銷售
在街機版的《VR快打3》製作完成後，SEGA內部一個以Project Berkley為開發代號的遊戲企劃開始進行，此遊戲的總監為鈴木裕，他曾監製《Space Harrier》、《Out run》、《After Burner II》、《Virtua Fighter》等等世嘉的街機名作。作品原是規畫為VR快打系列的RPG遊戲，並主打家用遊戲機平台，但在發展中轉變為獨立的新系列。企畫中鈴木裕起用了專業的建築設計師、好萊塢的電影人員和日本動畫界的人才，使Project Berkley成為了一個龐大的遊戲制作計劃，即為之後推出的《莎木系列》。
本作的開發平台本為世嘉土星遊戲機，由《莎木II》光碟的附錄資料裡可知，最初的土星版本已進行了不少的製作進度，但由於主機世代交換的闗係，SEGA家用遊樂器的重心由土星轉移到Dreamcast上，故《莎木》的開發亦轉移到Dreamcast平台。當時SEGA希望將莎木製作成能帶動新一代主機DC銷量的利器，並為此投入了極高昂的成本，但上市後DC獨佔的《莎木 一章 橫須賀》賣出120萬套，《莎木II》更下探到DC版本僅賣出15萬套，未能對DC的主機銷售帶來強力助益。《莎木II》在DC版上市的一年後推出了Xbox的移植版本，銷量約32萬套。
系列首作在1999年推出後登上了歷來最高成本電子遊戲的位置，從製作專用3D引擎開始到《莎木 一章 橫須賀》完成時就已投入了達4700萬美金（50億日圓），而《莎木II》亦用了超過20億日圓作為成本。金氏世界紀錄大全中亦曾有本作為「開發費最高的電子遊戲」之記載（紀錄於2008年由《侠盗猎车手4》刷新）。因整體銷量無法回收巨額成本，也導致SEGA無意再延續《莎木系列》本傳作品的開發，在2代後雖有網路遊戲和手機遊戲《莎木街》的計劃，但都是草草結束。
莎木在第一作發售10年後獲日本玩家投票選為最希望推出續集的遊戲第2位。

## 外部連結
- 官方网站（日語）
- 官方网站（简体中文）
- 莎木 I＆II（HD版合輯）官方網站 （页面存档备份，存于）